# ファンタジーRPGクイズ
『ファンタジーRPGクイズ』（ファンタジーアールピージークイズ）とは、物語調のクイズでテーブルトークRPG (TRPG)のファンタジー世界を解説している書籍のシリーズ。物語の舞台となる宿屋の名を取り、五竜亭シリーズとも呼ばれる。冒険企画局編。富士見ドラゴンブック（富士見書房）レーベル。全4巻。
物語で読者は、ファンタジー世界の冒険者の宿「五竜亭」を訪れた新米冒険者に見立てられ、宿に集う冒険者達の議論に参加させられる。問題ごとに、出題する冒険者が設定され、自慢話や苦労話を交えて「例えばこんな状況に陥ったら、お前ならどうする？」といった質問がなされる。回答では出題者による模範解答が示されるが唯一の正解というわけではなく、他の冒険者達も独自の見解を披露していく。
派生作品に、マギウス汎用システムのTRPG『五竜亭RPG 五竜亭の大騒動！』がある。

## 登場人物
カールス・グスタフ
隻眼の傭兵。左目に眼帯をしている。歴戦の冒険者であり、五竜亭の顔と呼べる存在。武器のスペシャリストであり、彼の出すクイズには武器関係のものも多い。妻帯者であるが、五竜亭の面々には長い間そのことを隠していた。
フンバルト・ヘーデルホッヘ
誇り高き騎士。長く伸ばした口髭が特徴的。気高く高圧的だが、どこか抜けていて憎めないところがある。決め台詞は「スターホーンの錆にしてくれるわ！」（スターホーンは彼の持つ長剣の名前）。スターホーンを取り上げられると、途端に気弱になるという弱点を持つ。愛馬の名はトランザム。フンバルト専属の従者がいるようだが、この従者は作中にはほとんど表立って登場しない。
“蛇の目”ダイス（へびのめダイス）
若い男盗賊。腕利きのシーフだが、時々つまらないミスをすることもある。非情を装う傾向があるが実は情に厚い。橋守のベルとは恋仲のようだが、そのことを茶化されると顔を真っ赤にして怒る。
ガルフネット
魔術士ギルドに所属する女魔術士。強力な魔法を使いこなし、また状況に応じた魔法の使い分けも上手い。関西弁で話す。金儲けに余念がなく、がめつい性格である。外見は20代そこそこだが、実は壷の魔神の魔法により300年近く生きている。壷の魔神が叶えてくれるという「三つの願い」のうちの最初の二つで「最後の願いは自分が若くて元気な内に叶えてくれ」と願い、250年経ってもまだ最後の願いを唱えていないためである。
マリア・シルバームーン
聖職者（シスター）。穏やかな性格だが、やや自身の信仰する神に妄信的なところがある。武器を用いない素手での戦いならば五竜亭で最強らしい。また、怒るとやはり五竜亭最強である。酒を飲むと性格が豹変するため、周りの人間は彼女に酒を絶対に飲ませないようにしているが、時々手違いなどにより彼女が酒を飲んでしまい、惨劇が起こる。
メロス・グリングラス
レンジャー（野伏）。森に生きる青年。変わった人間の集まる五竜亭の面々の中では一番の人格者で、かなりの博識でもある。エルフのソマーウィンドとは相思相愛の仲のようだが、彼女に対する態度はいまいちはっきりしない。
ヴィヴィ
小さなフェアリーの少女。性格や容姿は幼いが、年齢は中年男性であるカールスと同じくらいである。彼女の台詞には平仮名だけしか使われない。自分のことを「びぃびぃ」と呼ぶ。よくカールスと行動を共にしている。
ソマーウィンド
エルフの少女。少女とはいっても300歳は超えており、五竜亭に集う冒険者の中では最年長である。レンジャーのメロスのことを愛している。人間であるため先に寿命で死んでしまうであろうメロスについて憂うような発言も見られる。
赤熊
ドワーフの男。無口で気難しい。ごつい外観に似合わず宝石細工や銀細工が得意である。エルフのソマーウィンドと、よく子供染みた口喧嘩をしているが、実際はそんなに仲が悪いわけではないらしい。
ビッケム・アンダーヒル
ハーフリング（ホビット）の男。人間の子供のような外観をしており、また性格も子供っぽい。大変食いしん坊であり、大皿料理を彼と一緒に注文すると、全部取られてしまって酷い目に遭うという。
ジョーダン・バーソロミュー
司祭。冒険者というわけではないが、よく布教の旅をしている。2巻には全く登場しなかったが、その間は布教の旅をしていたらしく、3巻で再登場した際には自分の教会を持つに至った。その後は大忙しの生活を送っているが、五竜亭には時々立ち寄っているらしい。
アトラティアヌス
五竜亭近くにある魔法学院の長。長い白髭を伸ばした老人で、いわゆる賢者である。魔法学院長ではあるが、「使わない魔法こそが最強の魔法である」との考えから、魔法は全く使わない。本当は「使わない」のではなく「使えない」のではないかと周りの人に思われることもあるが、実際どうなのかはよく分からない。
ケド
魔法学院生（後に卒業）の少年で、アトラティアヌスの弟子。2巻から登場する。まだ若いが有能な魔法使い。普段は師匠の教え通り魔法は使わないが、師匠とは違い魔法以外の方法を考えて実行し、どうしても必要なときには魔法を使う。魔法に対する考え方の違いから、ギルド魔術士であるガルフネットとよく言い争いになるが、大抵は彼女に言い負かされてしまう。
ヒースクリフ
吟遊詩人の美青年。2巻から登場する。「呪歌」と呼ばれる歌を歌い、相手を眠らせたり魅了したりするなど、魔法のようなことができる。よくフンバルトと旅をし、彼の歌を作っている。策略による勝利を嫌うフンバルトも、ヒースクリフが格好良く歌にすると納得してしまう事が多い。
ラッキースター・キッド
ギャンブラーの男。2巻から登場する。色々な人と賭博をし、その勝ち金で生活している。冒険者としての腕も中々のものらしい。また、サイコロを用いて占いのようなことをすることもできる。五竜亭シリーズは中世ファンタジー風の世界なのだが、ラッキースターの衣装は西部劇のガンマンに近い。
3巻の途中から登場しなくなり、その直後にカールスとメロスが「仲間が一人失われた」と発言している。さらに、4巻には全く登場しない。4巻の後に出版された『五竜亭RPG』ではルール説明役として登場している。『まるごと一冊冒険企画局』に掲載された『ファンタジーRPGクイズ』の紹介コーナーでは、五竜亭の冒険者がほとんど全員登場している中、ラッキースターとアトラティアヌスの2名のみ登場していない。
ベル・イニディア
セルフィスの街で、橋の警備人をしている少女。冒険者ではない。彼女の父オブザーは、カールスの戦友である。旅をしている途中にダイスに助けられたことがあり、ダイスとはそれが縁で知り合いになった。何者かに殺された父の敵を討つため、カールスとダイスに応援を頼んだ。ダイスとは恋仲のようである。
五竜亭のおかみ
五竜亭を経営している女性。宿を一人で切り盛りしている。五竜亭を訪れる冒険者に慕われている。
野次馬
五竜亭に集う、飲んだくれたちの総称。野次馬A、B、C……などの識別が付くが、特定の人物というわけではない。野次馬とはいえ、歴戦の冒険者である五竜亭の面々の会話に割り込むことができるところを見ると、実際はかなりの腕を持った冒険者なのかもしれない。五竜亭の名脇役。

## 世界設定
五竜亭のある世界は、ユキリア世界と呼ばれる。
五竜亭は、「ジェダから徒歩4日、マーカスの森を抜けた先」にある。正確な場所は分からず、何故か地図に記すこともできない。冒険者でない人間の中には五竜亭に行こうとしても辿り着けない者もいるというが、冒険者であれば必ず辿り着けるとも言われている。
五竜亭は、正五角形の形状をした2階建てのはたごやである。形状こそ珍しいが、中は典型的な「冒険者の宿」で、1階が酒場、2階が寝室になっている。しかし「五竜亭」という名前はその形状が由来ではなく、春の一時期だけ光の差し込み具合の関係で、天井に5匹の竜が光と影で描かれることに因る。
近くの大都市はセルフィスで、五竜亭シリーズにおけるシティ・アドベンチャーの多くはセルフィスの街で起こっている。
この世界では、魔法を使うと、どこかで何らかの反作用が発生するという。例えばガルフネットが魔法で七面鳥の丸焼きを出した時は、数日後に五竜亭のテーブルから七面鳥の丸焼きが突如消失してしまった。これはケドの説明によると、この魔法はどこか別の時間・別の場所から七面鳥を取り寄せる事になるからだという。このことは「世界の均衡を崩す」ものであるとして、学院の魔法使い（アトラティアヌスやケドなど）が魔法の使用を避ける理由の一つになっており、学院では理由も無く魔法を使うことを戒めている。魔術士ギルドの魔術士（ガルフネットなど）は反作用の発生にはあまり関心が無く、躊躇無く魔法を使うことが多い。
学院の魔法使いとギルド魔術士とでは、魔法の使用形態も異なっている。ギルド魔術士は、魔法を使用するには事前にスクロールを用意しておかなくてはならない。学院の魔法使いは「魔法そのものの理論」を学んでいるため、このような制約は無く気力の続く限り魔法を使用できるが、前述のような理由で魔法を無闇に使うことは避けている。また、学院では、その教えに背いて魔法を濫用する魔法使いに刺客を送ることもある。
これらの設定（特に魔法に関するもの）はあくまで『ファンタジーRPGクイズ』でのものであり、ユキリア世界共通の設定であるかは不明である。

## 他作品との関連
冒険企画局繋がりや執筆者繋がりで、いくつかの他作品と緩やかに関連している。
- 『ウォーロック』の読者参加型ゲーム「二つの川の物語」には、傭兵を引退したカールス・グスタフが、酒場の主人としてヴィヴィと共に登場する。カールスは年老いて白髪の老人になっているが、フェアリーのヴィヴィは年をとっていないようである。
- 本作に登場する一部のキャラクターと同名のキャラクターやよく似たキャラクターが、プレイステーションのゲーム『だんじょん商店会』をはじめ、藤浪智之（わきあかつぐみ）の他作品に登場することがある。

## 書籍情報

### 書籍
いずれも富士見ドラゴンブック（富士見書房）、冒険企画局編。全4巻。正式に完結したというわけではないが、4巻発売以降続編は出ていない。
- 『ファンタジーRPGクイズ 五竜亭の一夜』（1989年12月15日） ISBN 4-8291-4236-7 - 執筆者は、わきあかつぐみ、星宮すみれ、毛島船、かつらつかさ、近藤功司
- 『ファンタジーRPGクイズ2 五竜亭の冒険』（1994年3月30日） ISBN 4-8291-4258-8 - 執筆者は、星宮すみれ、わきあかつぐみ、毛島船、鳥居雅博、かつらつかさ、近藤功司
- 『ファンタジーRPGクイズ3 五竜亭の挑戦』（1994年12月10日） ISBN 4-8291-4276-6 - 執筆者は、星宮すみれ、鈴木孝政、佐藤明子、近藤功司
- 『ファンタジーRPGクイズ4 五竜亭の激突』（1995年8月10日） ISBN 4-8291-4282-0

### 雑誌
- 『まるごと一冊冒険企画局』（新紀元社、2010年） - 冒険企画局に関連する作品を紹介しているムック。『ファンタジーRPGクイズ』に関しては、星宮すみれ執筆のコーナーが数ページ掲載されている。また、Twitterで募集をしたキャラクター人気投票の結果を発表している。
- 『トンネルズ&トロールズでTRPGをあそんでみる本』（冒険企画局、2016年、ISBN 978-4-904413-10-4） - TRPG『トンネルズ&トロールズ』（T&T）に関する記事を集めたムック。五竜亭シリーズの世界設定・システムをT&Tとその背景世界「トロールワールド」に変更した番外編となる、藤波智之・星宮すみれの共著による記事「五竜亭 in トロールワールド センパイとヨッパライと新顔の夜」が収録され、五竜亭シリーズの一部の登場人物が出演している。T&Tのルールに合わせ、登場人物の種族や職業が変更されている[8]。

### TRPGルールブック
- 『五竜亭RPG 五竜亭の大騒動！』（1996年3月30日、富永民紀/冒険企画局） ISBN 4-8291-4291-X - 富士見ドラゴンブック（富士見書房）。企画・執筆者は、近藤功司、星宮すみれ、富永民紀。マギウス汎用システムを使用したゲーム。